# Zinkhüttensiedlung

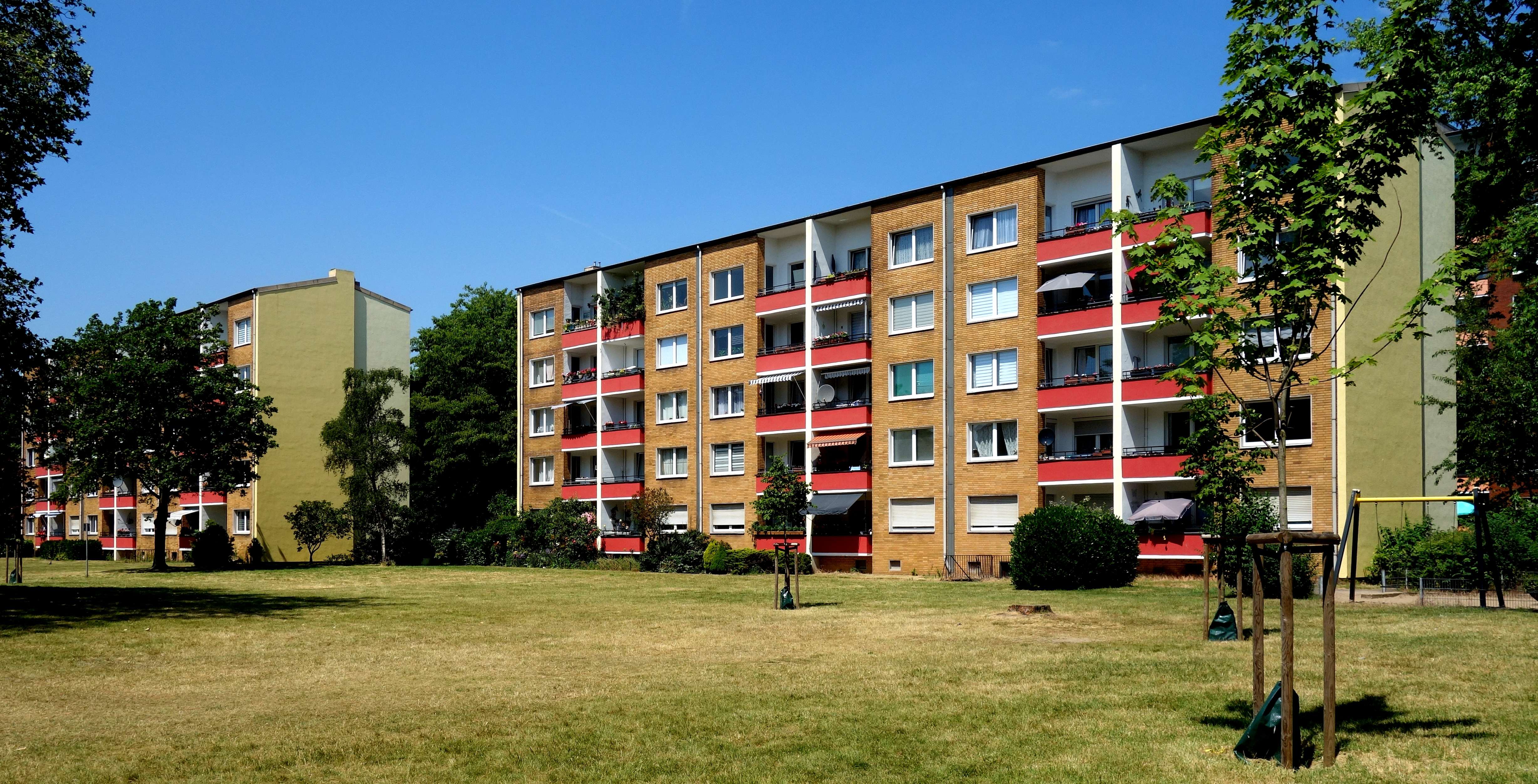
Zinkhüttensiedlung: Häuserzeile in fünfstöckiger Bauweise

Die Zinkhüttensiedlung ist ein großzügig angelegter Wohnkomplex in der Nähe der ThyssenKrupp Steel Europe AG und der Grillo-Werke AG im Duisburger Stadtteil Obermarxloh im Stadtbezirk Hamborn. Sie befindet sich auf einem ehemaligen Betriebsgelände der Grillo-Werke, auf dem früher eine Zinkhütte stand.
Da die Zinkhüttensiedlung ausgedehnte Grünanlagen umschließt, wird sie auch Zinkhüttenpark genannt.

## Architektur

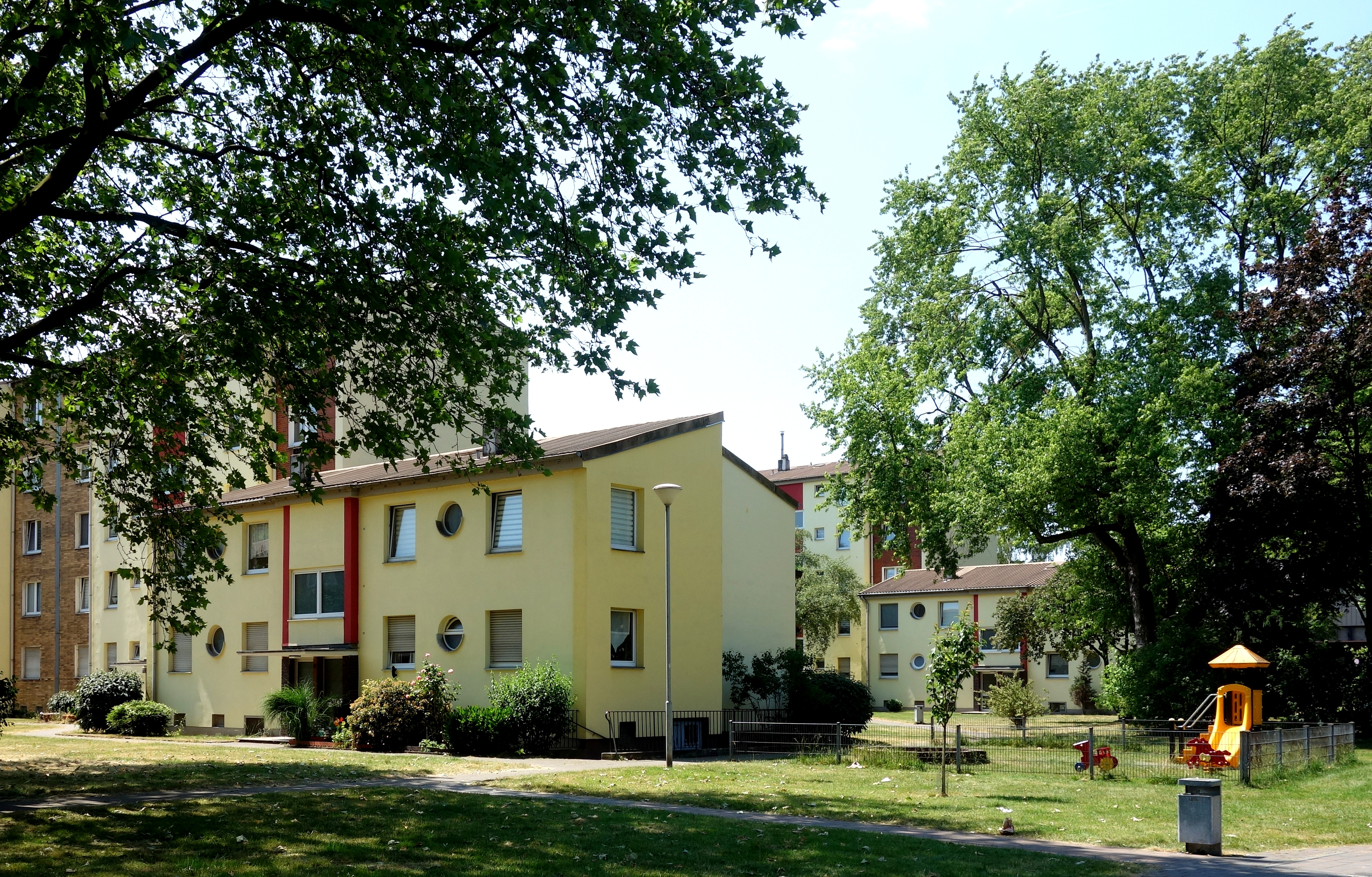
Zweistöckige Häuser in parkähnlicher Grünanlage

Der Siedlungskomplex setzt sich aus insgesamt 370 zwei-, fünf- und achtstöckigen verklinkerten Hochhäuserzeilen zusammen, welche weitläufige begrünte Gemeinschaftsflächen im landschaftlichen Stil einschließen. Dadurch wirkt die Massenbauweise aufgelockert und naturnahe Aspekte des Wohnens werden betont. Hieraus leitet sich eine besondere kulturhistorische Bedeutung der Zinkhüttensiedlung ab.
Die Formen und Farben der Fassaden sind bewusst schlicht gehalten und verzichten auf jeglichen Repräsentationscharakter. Die Bebauung wird beeinflusst von der Neuen Sachlichkeit der 1920er Jahre und spiegelt die Ziele des Deutschen Werkbunds wider, der maßgeblich von dem deutschen Architekten Max Taut (1884–1967), einem der führenden Avantgardisten der 1920er Jahre, repräsentiert wurde. Zur damaligen Zeit waren die Wohnungen wegen ihrer Bauqualität und ihrer modernen und komfortablen Konzeption besonders gefragt.

## Geschichte
Die Zinkhüttensiedlung wurde 1953 als Großwohnsiedlung im sozialen Wohnungsbau geplant. Den Bauauftrag vergab die August Thyssen-Hütte AG an Max Taut. Die Wahl fiel unter anderem deshalb auf Taut, weil dieser als Gegner der Massenbauweise galt und diesbezügliche Reformen in der Architektur anstrebte.
Die Siedlung wurde in der Wiederaufbauzeit nach dem Zweiten Weltkrieg errichtet und angesichts des damaligen Wohnraummangels und der Flüchtlingsproblematik als notwendig erachtet, auch vor dem Hintergrund der rasch wachsenden Stahlindustrie im Duisburger Raum.
Seit 2013 wurde ein Großteil der Wohnungen entmietet, da die Stadt Duisburg auf dem erweiterten Gelände ursprünglich ein Factory-Outlet-Center für Designer-Ware errichten wollte. Um den dafür erforderlichen Parkraum zu schaffen, war ein Rückbau der Siedlung sowie der Abriss des benachbarten denkmalgeschützten ehemaligen Stadtbads und der unmittelbar angrenzenden Rhein-Ruhr-Halle vorgesehen.
Im März 2016 jedoch beschloss der Stadtrat den Ausstieg aus dem gesamten Vorhaben.
Im selben Jahr erwarb die Brune Real Estate AG und Co. KG unter der Leitung des Düsseldorfer Architekten Walter Brune die Siedlung von dem bisherigen Eigentümer, der Immeo SE, und investierte 15 Millionen Euro in den Komplex. Mit weiteren Investitionen in Millionenhöhe wurden die teils seit vielen Jahren leer stehenden Wohnungen renoviert und modernisiert, wonach die Mieten nur moderat erhöht wurden. Ehemalige Mieter konnten ihre früheren Wohnungen in dem neuen Zustand übernehmen.